# 5,0-cm-Schnelladekanone L/40
Die 5,0 cm S.K. L/40 (SK = Schnellladekanone) war ein Schiffsgeschütz der deutschen Kaiserlichen Marine, welches im Ersten Weltkrieg zum Einsatz kam.

## Allgemeines
Das 1892 entwickelte leichte Schnellfeuergeschütz, in der deutschen Marine ausdrücklich als Schnelladekanone (Abkürzung: SK) bezeichnet, ersetzte ab 1893 die zuvor auf deutschen Torpedobooten übliche 37-mm-Hotchkiss-Kanone. Eine geänderte Version war die 1913 eingeführte 5,0-cm-Torpedobootskanone L/40 (5,0-cm-TK L/40), die eine leichtere Lafette besaß.
Die Kanone mit ihrem 2,00 m langen Rohr wog mit Lafette 280 kg, die Version von 1913 wog 236 kg. Sie hatte eine Mündungsgeschwindigkeit von 655 m/s und bei einem Geschossgewicht von 1,75 kg und einer Rohrerhöhung von 20° eine Reichweite von 6200 Metern.
Sie war, auf der Torpedobootslafette C/93, die Standard-Kanone auf den Booten der Typen „Torpedoboot 1885“, „Torpedoboot 1892“ und „Torpedoboot 1897“ sowie auf den Booten des Typs „Großes Torpedoboot 1898“ von S 90 bis S 131 und nachgerüstet auf dem chinesischen Beute-Boot Taku. Ebenso waren die sogenannten Divisionsboote D 1 bis D 10 und später, soweit sie nicht die 5,2-cm SK L/55 erhielten, ein Teil der kleinen Küstentorpedoboote des Typs A I damit bewaffnet. Der Aviso Zieten, die beiden Kleinen Kreuzer Gefion und Hela sowie die Kaiseryacht Hohenzollern waren zur Torpedobootabwehr mit Kanonen dieses Typs ausgestattet.
Die 1913 in einer modifizierten Lafettierung genutzte Version 5,0-cm-TK L/40 ersetzte eine Anzahl der älteren Kanonen und wurde auf einigen im Ersten Weltkrieg gebauten U-Booten eingesetzt. Noch im Zweiten Weltkrieg waren einige kleinere Einheiten mit dieser Waffe ausgerüstet.
Auf ab 1906 gebauten Torpedobooten und Kleinen Kreuzern wurde die 5,0-cm SK L/40 dann durch die 5,2-cm SK L/55 mit ihrer größeren Mündungsgeschwindigkeit, Reichweite und Durchschlagskraft ersetzt.